# Брэндон, Александр
Александр Брэндон (англ. Alexander Brandon, также известный как Siren на демосцене и в трекерном сообществе; р. 1974) — композитор, музыкант, бывший участник музыкальной группы Straylight Productions, которая занималась сочинением музыки в основном для компьютерных игр от Epic Games, или игр на движке от Epic, включая Unreal, Unreal Tournament, Deus Ex, Tyrian, Jazz Jackrabbit 2 и отменённую игру Jazz Jackrabbit 3D.
Брэндон работал в нескольких MOD-группах на протяжении своей карьеры в конце 90-х годов, включая Kosmic Free Music Foundation, Straylight Productions, BASS, участвовал в нескольких компиляциях трекерной музыки, среди которых — Return To Stage 9 и Oracle.
В 2010 году основал независимую студию аудиопроизводства Funky Rustic.

## Псевдонимы
В течение своей карьеры Александр использовал несколько никнеймов:
- 1995: первые треки выпущены под именем Chromatic Dragon;
- конец 1995: псевдоним сменился на Siren;
- середина 1996, во время членства в Kosmic Free Music Foundation: имя временно изменено на Sandman;
- конец 1996: вернул себе псевдоним Siren.

Однако в мире существуют два или три трекерщика, использовавших никнейм Sandman независимо от Брэндона.

## Выпущенные альбомы
- AtmosphereS: Cultures (1999, с Dan Gardopée)
- AtmosphereS: Pulses (1999, с Dan Gardopée)
- AtmosphereS: Moods (1999, с Dan Gardopée)
- AtmosphereS: Dreams (1999, с George Sanger)
- AtmosphereS: Rhythms (1999, с George Sanger)
- Deus Ex: Game of the Year Edition Soundtrack (2001, саундтрек к игре Deus Ex)
- Era’s End (c Bryan Rudge)
- Earthscape
- Violet Eclectic (2011)